# Helmut Knochen
Helmut Knochen (Magdeburgo, 14 marzo 1910 – Offenbach am Main, 4 aprile 2003) è stato un militare tedesco, fu comandante della Sicherheitspolizei e dello Sicherheitsdienst a Parigi durante l'occupazione tedesca della Francia nella Seconda guerra mondiale.

## Biografia
Knochen nacque a Magdeburgo. Prima di aderire al Partito nazista nel 1932 aveva lavorato come insegnante ed editore. Nel 1936 entrò nelle SS e venne coinvolto nell'amministrazione dello Sicherheitsdienst (il servizio di sicurezza delle SS).
Nel 1940 fu nominato comandante della sicurezza a Parigi in seguito all'occupazione tedesca della Francia. Nel 1942 la sua giurisdizione si estese dalla Francia del nord al Belgio. Fu promosso al grado di Standartenführer (colonnello) l'anno seguente. Durante il suo comando venne coinvolto nella deportazione degli ebrei francesi nei campi di concentramento e fu responsabile dell'esecuzione di numerosi civili francesi. Fu anche responsabile dell'arresto e della tortura di agenti inglesi dello SOE (il servizio segreto militare britannico).
Durante l'Attentato a Hitler del 20 luglio 1944 venne arrestato insieme ad altri numerosi dirigenti della sicurezza nazista a Parigi tra i quali anche il generale Carl Oberg, su ordine del governatore militare tedesco di Parigi il generale Carl-Heinrich von Stülpnagel membro dei cospiratori. Venne rilasciato in seguito al fallimento dell'attentato. In seguito alla liberazione di Parigi venne trasferito alla 1. SS-Panzer-Division "Leibstandarte SS Adolf Hitler" e degradato a granatiere delle Waffen-SS.
Nel marzo 1947 venne condannato a morte da un tribunale militare britannico per la morte e l'uccisione di diversi paracadutisti britannici avvenute intorno al 9 agosto 1944. Ciò nonostante il 16 settembre 1948 la sua sentenza fu commutata alla prigione a vita e commutata nuovamente a 21 anni di prigione nel febbraio 1950. Nel 1954 venne estradato in Francia e condannato a morte. Anche in quell'occasione la sentenza fu commutata al carcere a vita. Nel 1958 ricevette un perdono presidenziale e venne rilasciato dal presidente Charles de Gaulle il 28 novembre 1962 insieme al suo superiore Carl Oberg. In seguito torno in Germania ritirandosi a Baden-Baden morendo da uomo libero nel 2003. Appare come se stesso nel film-documentario L'oeil de Vichy (gli occhi di Vichy) diretto da Claude Chabrol.